# مارسيل شيب
مارسيل شيب (بالإنجليزية: Marcel Shipp)‏ هو لاعب كرة قدم أمريكية أمريكي، ولد في 8 أغسطس 1978 في باترسون في الولايات المتحدة.

## وصلات خارجية
- مارسيل شيب على موقع مرجع كرة القدم المحترفة.كوم (الإنجليزية)
- مارسيل شيب على موقع JustSportsStats.com (الإنجليزية)